# Stomatorhinus polylepis
Stomatorhinus polylepis är en fiskart som beskrevs av Boulenger, 1899. Stomatorhinus polylepis ingår i släktet Stomatorhinus och familjen Mormyridae. IUCN kategoriserar arten globalt som livskraftig. Inga underarter finns listade i Catalogue of Life.